# Sacramento Philharmonic Orchestra

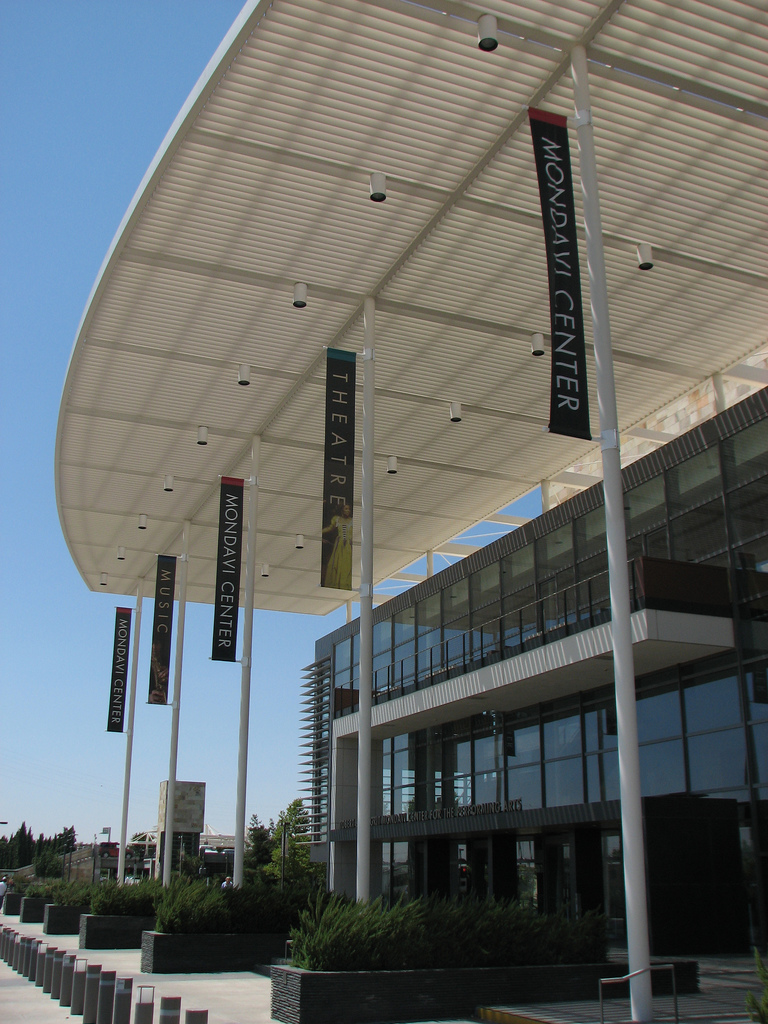
The Mondavi Center

La Sacramento Philharmonic Orchestra è un'orchestra sinfonica nella regione di Sacramento, fondata nel 1997 dopo lo scioglimento della Sacramento Symphony Orchestra nello stesso anno. Diretta dal Maestro Michael Morgan, l'orchestra si esibisce al Community Center Theatre e al Mondavi Center dell'Università della California, Davis.

## Storia

### Sacramento Symphony Orchestra
La Sacramento Symphony fu fondata nel 1948 e divenne rapidamente una grande orchestra regionale composta da musicisti professionisti locali. Tuttavia, a partire dal 1986 e proseguendo fino alla metà degli anni '90, la Sacramento Symphony ha avuto gravi difficoltà amministrative e si è scontrata con notevoli disavanzi operativi, dichiarando ripetutamente bancarotta. Nonostante diversi salvataggi moderati da parte delle imprese, del pubblico in generale e del governo locale, nel 1997 la Sacramento Symphony chiuse ufficialmente i battenti.
Tra i direttori figurano Fritz Berens (1956? -1963?), che contribuì alla fondazione della Sacramento Youth Symphony, Harry Newstone (1965-78), che supervisionò il passaggio dal Memorial Auditorium e dall'auditorium Hiram Johnson High School (dove veniva tenuta la maggior parte dei concerti) al nuovo Centro comunitario, Carter Nice (1979-92) e Geoffrey Simon.

### La Sacramento Philharmonic
Fondata lo stesso anno della chiusura dell'Orchestra Sinfonica, la nuova Sacramento Philharmonic, composta quasi interamente dagli stessi membri dell'orchestra precedente, presentava un programma significativamente più piccolo. La Filarmonica, con il supporto della Contea di Sacramento, cercò di evitare lo sfortunato destino della defunta sinfonica e richiese diversi studi di mercato da parte delle imprese nazionali per aiutare a determinare il potenziale per la musica orchestrale professionale nella regione di Sacramento. Con una popolazione simile a quella di Cleveland, che ha un'orchestra di fama mondiale ai più alti livelli, il potenziale, come determinato dagli studi, sembrò positivo.
Nel 2013 la Sacramento Philharmonic si è fusa con l'Opera di Sacramento per formare l'Alliance Performing Arts di Sacramento. Un anno dopo la fusione il nuovo gruppo ha annunciato che non avrebbe partecipato alla stagione 2014-15 a causa di problemi finanziari e disaccordi tra i dirigenti delle due organizzazioni precedentemente separate.
Nell'aprile 2015 l'organizzazione ha annunciato che avrebbe riaperto per la stagione 2015-16. Il gruppo ha promosso il suo ritorno con una serie di spettacoli in stile flash-mob a sorpresa in diversi luoghi della città.